# Sarah Palfrey Cooke
Sarah Hammond Palfrey Cooke successivamente coniugata Fabyan e Danzig (Sharon, 18 settembre 1912 – New York, 27 febbraio 1996) è stata una tennista statunitense.

## Biografia
Si è sposata tre volte: la prima con Marshal Fabyan nel 1934, in seconde nozze nel 1940 con Elwood Cooke già partner di doppio misto ed infine nel 1951 col reporter televisivo Jerome Alan Danzig.
Dopo la carriera sportiva ha lavorato per l'NBC come editrice e successivamente come consulente per World Tennis magazine. Ha scritto due libri legati al tennis a cui hanno collaborato colleghi importanti quali Althea Gibson.

## Carriera
Ha ottenuto i risultati migliori nel doppio, ma ha avuto un'ottima carriera anche nel singolare. In questa disciplina è riuscita a conquistare due Slam in quattro finali agli U.S. National Championships ed ha disputato una semifinale a Wimbledon 1939 dove si arrese solo al terzo set a Kay Stammers.
Nel doppio femminile raggiunse quattordici finali Slam vincendone undici; fece coppia per lungo periodo con Helen Hull Jacobs e successivamente con Alice Marble. Nel doppio misto si qualificò a dieci finali Slam vincendone cinque.
Agli U.S. National Championships 1941 compì un'impresa rarissima riuscendo a vincere tutte e tre le discipline: in singolare sconfisse Pauline Betz per 7-5, 6-2, nel doppio femminile trionfò insieme a Margaret Osborne duPont sulle connazionali Dorothy Bundy e Pauline Betz per 3-6, 6-1, 6-4 ed infine nel doppio misto insieme a Jack Kramer ebbe la meglio di Pauline Betz e Bobby Riggs col punteggio di 4-6, 6-4, 6-4.
Ha fatto parte della squadra statunitense in Wightman Cup vincendo nove titoli consecutivi tra il 1931 e il 1939. Nel 1945, visto l'esiguo numero di concorrenti iscritti per il doppio maschile al Cincinnati Open, è stata ammessa nel tabellone in coppia col marito Elwood Cooke ed hanno sfiorato l'impresa venendo sconfitti in finale da William Talbert ed Hal Surface, a oggi è l'unica donna a essere presente nell'albo d'oro del doppio maschile.

## Finali del Grande Slam

### Singolare

#### Vittorie (2)
| Anno | Torneo                 | Superficie | Avversaria in finale | Punteggio     |
| 1941 | U.S. Championships     | Erba       | Pauline Betz         | 7–5, 6–2      |
| 1945 | U.S. Championships (2) | Erba       | Pauline Betz         | 3–6, 8–6, 6–4 |

#### Finali perse (2)
| Anno | Torneo                 | Superficie | Avversaria in finale | Punteggio |
| 1934 | U.S. Championships     | Erba       | Helen Hull Jacobs    | 1–6, 4–6  |
| 1935 | U.S. Championships (2) | Erba       | Helen Hull Jacobs    | 2–6, 4–6  |

### Doppio femminile

#### Vittorie (11)
| Anno | Torneo                          | Superficie | Compagna                | Avversarie in finale                     | Punteggio     |
| 1930 | U.S. National Championships     | Erba       | Betty Nuthall           | Edith Cross Anna McCune Harper           | 3–6, 6–3, 7–5 |
| 1932 | U.S. National Championships (2) | Erba       | Helen Hull Jacobs       | Alice Marble Marjorie Morrill            | 8–6, 6–1      |
| 1934 | U.S. National Championships (3) | Erba       | Helen Hull Jacobs       | Carolin Babcock Dorothy Andrus           | 4–6, 6–3, 6–4 |
| 1935 | U.S. National Championships (4) | Erba       | Helen Hull Jacobs       | Carolin Babcock Dorothy Andrus           | 6–4, 6–2      |
| 1937 | U.S. National Championships (5) | Erba       | Alice Marble            | Marjorie Gladman Van Ryn Carolin Babcock | 7–5, 6–4      |
| 1938 | Torneo di Wimbledon             | Erba       | Alice Marble            | Simonne Mathieu Billie Yorke             | 6–2, 6–3      |
| 1938 | U.S. National Championships (6) | Erba       | Alice Marble            | Simonne Mathieu Jadwiga Jędrzejowska     | 6–8, 6–4, 6–3 |
| 1939 | Torneo di Wimbledon (2)         | Erba       | Alice Marble            | Helen Hull Jacobs Billie Yorke           | 6–1, 6–0      |
| 1939 | U.S. National Championships (7) | Erba       | Alice Marble            | Kay Stammers Freda James Hammersley      | 7–5, 8–6      |
| 1940 | U.S. National Championships (8) | Erba       | Alice Marble            | Dorothy Bundy Marjorie Gladman Van Ryn   | 6–4, 6–3      |
| 1941 | U.S. National Championships (9) | Erba       | Margaret Osborne duPont | Dorothy Bundy Pauline Betz               | 3–6, 6–1, 6–4 |

#### Finali perse (3)
| Anno | Torneo                      | Superficie  | Compagna          | Avversarie in finale             | Punteggio     |
| 1934 | Internazionali di Francia   | Terra rossa | Helen Jacobs      | Simonne Mathieu Elizabeth Ryan   | 6–3, 4–6, 2–6 |
| 1936 | Torneo di Wimbledon         | Erba        | Helen Hull Jacobs | Kay Stammers Freda James         | 2–6, 1–6      |
| 1936 | U.S. National Championships | Erba        | Helen Hull Jacobs | Marjorie Gladman Carolin Babcock | 7–9, 6–2, 4–6 |

### Doppio misto

#### Vittorie (5)
| Anno | Torneo                          | Superficie  | Compagno      | Avversari in finale               | Punteggio      |
| 1932 | U.S. National Championships     | Erba        | Fred Perry    | Helen Hull Jacobs Ellsworth Vines | 6–3, 7–5       |
| 1935 | U.S. National Championships (2) | Erba        | Enrique Maier | Kay Stammers Roderich Menzel      | 6–4, 4–6, 6–3  |
| 1937 | U.S. National Championships (3) | Erba        | Don Budge     | Sylvie Jung Henrotin Yvon Petra   | 6–2, 8–10, 6–0 |
| 1939 | Internazionali di Francia       | Terra rossa | Elwood Cooke  | Simonne Mathieu Franjo Kukuljević | 4–6, 6–1, 7–5  |
| 1941 | U.S. National Championships (4) | Erba        | Jack Kramer   | Pauline Betz Bobby Riggs          | 4–6, 6–4, 6–4  |

#### Finali perse (5)
| Anno | Torneo                          | Superficie | Compagno      | Avversari in finale            | Punteggio     |
| 1933 | U.S. National Championships     | Erba       | George Lott   | Elizabeth Ryan Ellsworth Vines | 9–11, 1–6     |
| 1936 | Torneo di Wimbledon             | Erba       | Don Budge     | Dorothy Round Fred Perry       | 9–7, 5–7, 4–6 |
| 1936 | U.S. National Championships (2) | Erba       | Don Budge     | Alice Marble Gene Mako         | 3–6, 2–6      |
| 1938 | Torneo di Wimbledon (2)         | Erba       | Henner Henkel | Alice Marble Don Budge         | 1–6, 4–6      |
| 1939 | U.S. National Championships (3) | Erba       | Elwood Cooke  | Alice Marble Harry Hopman      | 7–9, 1–6      |

## Riconoscimenti
- International Tennis Hall of Fame, 1963[1]